# Åsne Seierstad
Åsne Guldahl Seierstad, född 10 februari 1970 i Oslo, är en norsk journalist och författare. Med 2,7 miljoner sålda böcker är Seierstad på tredjeplats bland norska författare (efter Thor Heyerdahl med 50 miljoner och Jostein Gaarder med 30 miljoner sålda).

## Biografi
Seierstad har en cand.mag. från Universitetet i Oslo i ryska, spanska och idéhistoria. Hon arbetade först i Arbeiderbladet och var stationerad i Ryssland från 1993 till 1996 och i Kina 1997. Från 1998 till 2000 arbetade hon i nyhetsprogrammet Dagsrevyen i NRK, där hon bland annat rapporterade från kriget i Kosovo.
Senare har hon rapporterat både från kriget i Afghanistan och från kriget i Irak under den amerikanska invasionen 2003 för både norsk och svensk TV. Som reporter är hon influerad av den polske journalisten Ryszard Kapuściński.
Seierstad var sambo med den norske saxofonisten och kompositören Trygve Seim (född 1971). De har två barn tillsammans men separerade 2014.

## Författarskap

### Bokhandlaren i Kabul
Seierstad beskrev sin vistelse hos en bokhandlarfamilj i Afghanistan i Bokhandlaren i Kabul. Boken gav upphov till en rättslig tvist mellan Seierstad och hennes forna värdfamilj, som boken handlar om. Den afghanska familjen stämde Åsne Seierstad för förtal och ärekränkning. Efter det att Seierstads bok givits ut har flera medlemmar ur familjen tvingats fly från sitt hemland Afghanistan och bor nu i Kanada och Pakistan.
Åsne Seierstads bild av Afghanistan har kritiserats kraftigt av Afghanistankännaren Carl-Johan Charpentier för bristande faktabehandling, bland annat i hans bok Samovarernas sång (2002).
I juli 2010 dömde Oslos tingsrätt Seierstad att betala 125 000 norska kronor till bokhandlarens fru, Suraia Rais, för att Seierstad kränkt dennas privatliv.

### Om norska händelser och stiftelse
I november 2013 utkom boken En av oss: en berättelse om Norge om den norske attentatsmannen Anders Behring Breivik och dennes bakgrund, vägen till bombdådet i Oslo och Utøyamassakern 2011 samt det norska samtida samhällsklimatet. Det är första gången hon inte skriver en bok om händelser i andra världsdelar utan om sitt eget land. Alla hennes intäkter från bokförsäljningen överförs till den av henne startade norska stiftelsen "En av oss", för stöd till olika behjärtansvärda ändamål.

## Priser och utmärkelser
- 2002 – Bokhandlarpriset
- 2003 – Fredrikkepriset [7]
- 2003 – Peer Gyntpriset
- 2010 – Torgny Segerstedts frihetspenna
- 2016 – Bragepriset